# (1486) Marilyn
(1486) Marilyn es un asteroide que forma parte del cinturón de asteroides y fue descubierto el 23 de agosto de 1938 por Eugène Joseph Delporte desde el Real Observatorio de Bélgica, Uccle.

## Designación y nombre
Marilyn fue designado al principio como 1938 QA.
Más tarde se nombró en honor de la hija del astrónomo estadounidense Paul Herget (1908-1981).

## Características orbitales
Marilyn orbita a una distancia media del Sol de 2,199 ua, pudiendo alejarse hasta 2,472 ua. Tiene una inclinación orbital de 0,07637° y una excentricidad de 0,1241. Emplea 1191 días en completar una órbita alrededor del Sol.